# 1104 Syringa
1104 Syringa este un asteroid din centura principală, descoperit pe 9 decembrie 1928, de Karl Reinmuth.